# Vajin Vrh
 Vajin Vrh  falu Horvátországban, Károlyváros megyében. Közigazgatásilag Josipdolhoz tartozik.

## Fekvése
Károlyvárostól 41 km-re délnyugatra, községközpontjától 6 km-re délkeletre a Plaški-mezőn, a Josipdolból Plaški felé haladó 42-es főút mentén fekszik.

## Története
A falu területe a középkorban a Frangepánok modrusi uradalmához tartozott. A török támadások miatt ez a vidék a 16. századra teljesen puszta lett. Munjava. A 17. század elején települt be, amikor a török által elfoglalt területekről szerbek érkeztek ide. Első csoportjuk 1609-ben jött, majd a század közepéig több hullámban települt le szerb pravoszláv lakosság. 1857-ben 490, 1910-ben 514 lakosa volt. Trianonig Modrus-Fiume vármegye Ogulini járásához tartozott. 1991-ig szerb többségű település volt, de délszláv háború során a szerbek nagy része elmenekült. 2011-ben a településnek 22 lakosa volt.

## Lakosság
| Lakosság változása | Lakosság változása | Lakosság változása | Lakosság változása | Lakosság változása | Lakosság változása | Lakosság változása | Lakosság változása | Lakosság változása | Lakosság változása | Lakosság változása | Lakosság változása | Lakosság változása | Lakosság változása | Lakosság változása | Lakosság változása |
| ------------------ | ------------------ | ------------------ | ------------------ | ------------------ | ------------------ | ------------------ | ------------------ | ------------------ | ------------------ | ------------------ | ------------------ | ------------------ | ------------------ | ------------------ | ------------------ |
| 1857               | 1869               | 1880               | 1890               | 1900               | 1910               | 1921               | 1931               | 1948               | 1953               | 1961               | 1971               | 1981               | 1991               | 2001               | 2011               |
| 490                | 547                | 464                | 584                | 552                | 514                | 395                | 474                | 285                | 240                | 216                | 202                | 168                | 89                 | 46                 | 22                 |